# Archives de folklore

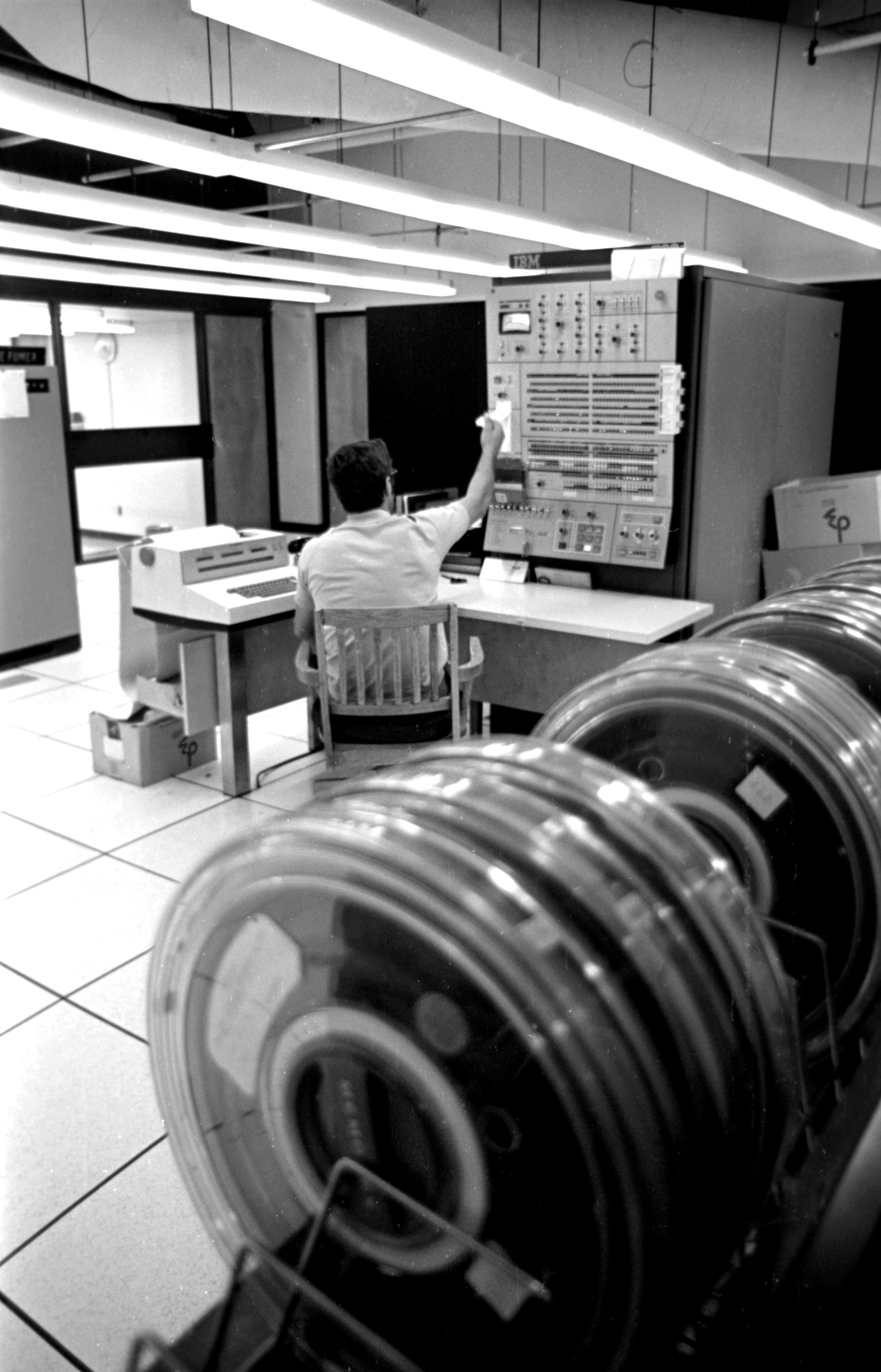
Bobines magnétiques 287-6-004

Les Archives de folklore et d'ethnologie (AFEUL) sont des archives concernant les traditions orales des francophones d'Amérique du Nord ainsi qu’une collection d’ouvrages dans le même domaine conservées à l’Université Laval.

## Historique
Les Archives de folklore sont créées en 1944 sous l’instigation de Luc Lacourcièreet grâce à l’appui de Félix-Antoine Savard et de Marius Barbeau. Barbeau, considéré comme un précurseur de la recherche académique sur le folklore canadien, avait fait la rencontre de Lacourcière au Musée national de l’Homme, aujourd’hui le Musée canadien de l'histoire, en 1939.
Les Archives de folklore constituent le premier dépôt d’archives entièrement consacré au folklore au Canada et probablement dans toute l’Amérique du Nord. Leur présence aura une influence déterminante sur le développement de l’ethnologie au Québec ainsi que sur l’orientation des recherches menées dans le domaine jusqu’à aujourd’hui. La Chaire de folklore de l’Université Laval, à laquelle sont rattachées les Archives à l’origine, est fondée au mois de février 1944 et est inaugurée en juin de la même année,.
Grâce à la création de ces deux institutions, le folklore devient officiellement, pour la première fois au Canada, une discipline académique reconnue. Le seul autre programme académique majeur du pays s’intéressant au folklore ne sera développé qu’à partir des années 60 à l’Université Memorial de Terre-Neuve.
En 1971, les efforts de documentation et de classifications des Archives bénéficient d’une importante subvention de la Fondation Killam du Conseil des Arts du Canada s’élevant à plus 250 000$.
En 1976, le programme de folklore de l’Université Laval, alors intitulé programme d’Arts et traditions populaires, les Archives et deux projets linguistiques distincts, l’Atlas linguistique du Canada de l’Est et le Trésor de la langue française au Québec, sont fusionnés pour former un nouveau centre de recherche : le Centre d’Études sur la Langue, les Arts et les Traditions populaires des francophones en Amérique du Nord (CÉLAT),. Les Archives tombent alors sous la responsabilité du CÉLAT dont la mission est de prendre la relève du volet recherche autrefois pris en charge par la Chaire et ses Archives. Le CÉLAT est d’abord dirigé par l’historien Jean Hamelin, puis par Jean-Claude Dupont, un ancien étudiant de Luc Lacourcière.
La Division des archives de l'Université Laval a pris la responsabilité des Archives de folklore depuis 1981. Au départ localisées dans le Vieux-Québec, elles furent transférées au pavillon Charles-De Koninck en 1960 et relocalisées au pavillon Jean-Charles-Bonenfant en 1986. À la suite de ces réformes administratives, Luc Lacourcière ne sera plus à la direction que de la collection des Archives de folklore.
En 1994, à l’occasion du 50e anniversaire des Archives, un colloque international d’ethnologie s’est tenu à l’Université Laval.
Au cours de leur histoire, les Archives de folklore ont profité de l’expertise diversifiée des chercheurs tels que Félix-Antoine Savard, Conrad Laforte, Jean Du Berger, Jean-Claude Dupont, Roger Matton, Jean Simard, Madeleine Doyon, Andrée Paradis et Simonne Voyer.
Les contributions de ces chercheurs aux disciplines de folklore et d’archivistique, qui prennent la forme de publications scientifiques variées ainsi que d’outils de classification et de conservation élaborés, ont permis d’asseoir la réputation des Archives au niveau national. Les Archives ont d’ailleurs servi de modèle lors du développement d’autres centres d’archives au Canada tels que le Centre d’études acadiennes de l’Université de Moncton et le Centre d’études franco-ontariennes de l’Université de Sudbury. La participation de ces chercheurs à plusieurs congrès mondiaux a également permis de faire rayonner les Archives au niveau international, comme en témoigne l’intérêt d’étudiants étrangers pour les programmes de maîtrise et de doctorat.
Encore aujourd’hui, les collections et les fonds des Archives de folklore continuent d’être réactualisés par le versement fréquent de nouvelles recherches effectuées par les étudiants. L’Université Laval demeure l’institution universitaire ayant produit le plus grand nombre de travaux académiques sur le folklore dans tout le Canada.

## Fonds et collections
Les Archives de folklore rassemblent plus de 1 500 fonds et collections, plus de 11 000 bandes sonores (environ 10 000 heures d’enregistrement), 37 000 documents visuels (vidéocassettes, photographies et diapositives), 100 000 images religieuses ainsi que des dizaines de milliers de fiches descriptives. Beaucoup proviennent du Québec, de l’Ontario, du Manitoba, de la Louisiane et de la Nouvelle-Angleterre. Les Archives possèdent également une collection unique de poupées revêtant des costumes populaires réalisées par l’artisane May-Aline Blouin à partir des croquis de Madeleine Doyon.
L’acquisition du contenu des fonds et collections s’est principalement effectuée au cours des années 1944 à 1970. La collecte de données des premières années est animée par un certain sentiment d’urgence et une recherche d’exhaustivité des points de vue géographiques et thématiques.
C’est durant cette période qu’ont notamment lieu les principales enquêtes de terrain menées par Luc Lacourcière et Félix-Antoine Savard dans les régions rurales du Québec et de l’Acadie. Les deux chercheurs recueillent alors de nombreux témoignages oraux qu’ils enregistrent sur cylindres de cire, fils de fer, disques de verre et rubans de papier. Ces enregistrements sont ensuite retranscrits sur rubans magnétiques en laboratoire et conservés dans une salle réfrigérée des Archives.
Jusqu’au milieu des années 60, ce sont la littérature orale, incluant la chanson et le conte, mais aussi les divertissements, la médecine populaire et les dictons météorologiques qui font le plus l’objet d’efforts de collecte. Les sujets ayant trait à la vie quotidienne rurale, tels que les habitations, le mobilier, les outils et le savoir-faire technique, attirent davantage l’attention des chercheurs par la suite.
Au cours des décennies 60 et surtout 70, les Archives amassent une quantité importante d’information grâce au versement systématique des enquêtes effectuées par les étudiants. Beaucoup de monographies réalisées dans le cadre de maîtrises ou recherches doctorales sont alors ajoutées aux fonds,.
Les Archives de folklore ont recours à plusieurs systèmes de classifications adaptés aux spécificités des divers types de documents conservés. C’est la classification Aarne-Thompson, par exemple, qui est utilisée pour le catalogage des contes. Le catalogue créé par Conrad Laforte en 1958 compte, quant à lui, 6 tomes et permet d‘organiser les chansons populaires francophones.

## Édition
En ce qui concerne la collection d’ouvrages du même nom, elle est publiée à partir de 1946 aux éditions Fides, puis aux Presses de l'Université Laval,.
La collection est majoritairement constituée de travaux de maîtrise et de doctorat rédigés par les étudiants ou collaborateurs de Luc Lacourcière, mais elle comprend également des articles scientifiques plus courts tels que « Le costume féminin, documents beaucerons » et « Le costume féminin, documents de Charlevoix » de Madeleine Doyon.
En collaboration avec les Éditions Jean d’Ys de Québec, les Archives de folklore se chargent de la mise en marché de 2500 exemplaires des cartes postales « Costumes populaires » représentant quatre dessins conçus par Madeleine Doyon.